# Medalla de Pushkin
La Medalla de Pushkin (en ruso: медаль Пушкина) es una condecoración que la Federación de Rusia concede a sus ciudadanos por sus logros en las artes y la cultura, la educación, las humanidades y la literatura. Se llama así en honor al escritor y poeta ruso Aleksandr Serguéievich Pushkin.

## Historia
La Medalla de Pushkin fue establecida el 9 de mayo de 1999 por el Decreto Presidencial n.º 574, y su estatuto fue modificado el 7 de septiembre de 2010 por el Decreto Presidencial n.º 1099, que reordenó por completo el sistema de distinciones y condecoraciones de la Federación de Rusia.

## Estatuto
La medalla se concede, en principio, a los ciudadanos de la Federación de Rusia que hayan desempeñado actividades socio-humanitarias durante al menos 20 años por sus logros en las artes y la cultura, la educación, las humanidades y la literatura, por su especial aportación al estudio y la preservación del patrimonio cultural ruso, al acercamiento y enriquecimiento mutuo de las culturas de las naciones y los pueblos y por la creación de imágenes de valor artístico singular.
La Medalla se lleva en el lado izquierdo del pecho y, en presencia de otras órdenes y medallas de la Federación de Rusia, se colocaba después de la Medalla de Nésterov.
Cada medalla se entrega con un pequeño certificado de premio, este certificado se presentaba en forma de un pequeño libreto de 8 cm por 11 cm con el nombre del premio, los datos del destinatario y un sello oficial y una firma en el interior.

## Descripción

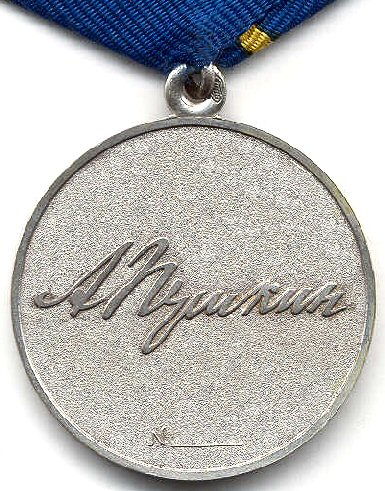
Reverso de la Medalla de Pushkin

Es una medalla de plata circular de 32 mm de diámetro con un borde elevado por ambos lados.
El anverso lleva el dibujo de un autorretrato del perfil izquierdo de Pushkin. En el centro del reverso y en horizontal aparece en relieve la firma del mismo Pushkin. La firma se extiende casi de un extremo al otro. Bajo la firma y cerca del borde inferior de la medalla, aparece la letra "N" en relieve y una línea reservada para asignar el número de serie.
La medalla está conectada con un ojal y un anillo a un bloque pentagonal cubierto con una cinta de muaré de seda azul de 24 mm de ancho con una raya dorada de 2,5 mm de ancho situada a 5 mm del borde derecho de la cinta.

## Personas condecoradas
- Número de personas condecoradas con la Medalla de Pushkin hasta 2022:[5]

| 1999 | 2000 | 2001 | 2002 | 2003 | 2004 | 2005 | 2006 | 2007 | 2008 | 2009 | 2010 | 2011 | 2012 | 2013 | 2014 | 2015 | 2016 | 2017 | 2018 | 2019 | 2020 | 2021 | 2022 | Total |
| ---- | ---- | ---- | ---- | ---- | ---- | ---- | ---- | ---- | ---- | ---- | ---- | ---- | ---- | ---- | ---- | ---- | ---- | ---- | ---- | ---- | ---- | ---- | ---- | ----- |
| 62   | 75   | 47   | 31   | 26   | 25   | 16   | 53   | 152  | 60   | 34   | 50   | 44   | 79   | 48   | 23   | 33   | 30   | 37   | 27   | 21   | 8    | 17   | 23   | 1005  |

- Natalia Y. Borodin, directora de la escuela Pushkin en Novomoskovsk, Región de Tula, recibió dos Medallas de Pushkin - 1999 y 2000.
- Numerosos Jefes de Estado y de Gobierno han sido también condecorados con la Medalla de Pushkin.